# Dorfkirche Golzow (Mittelmark)

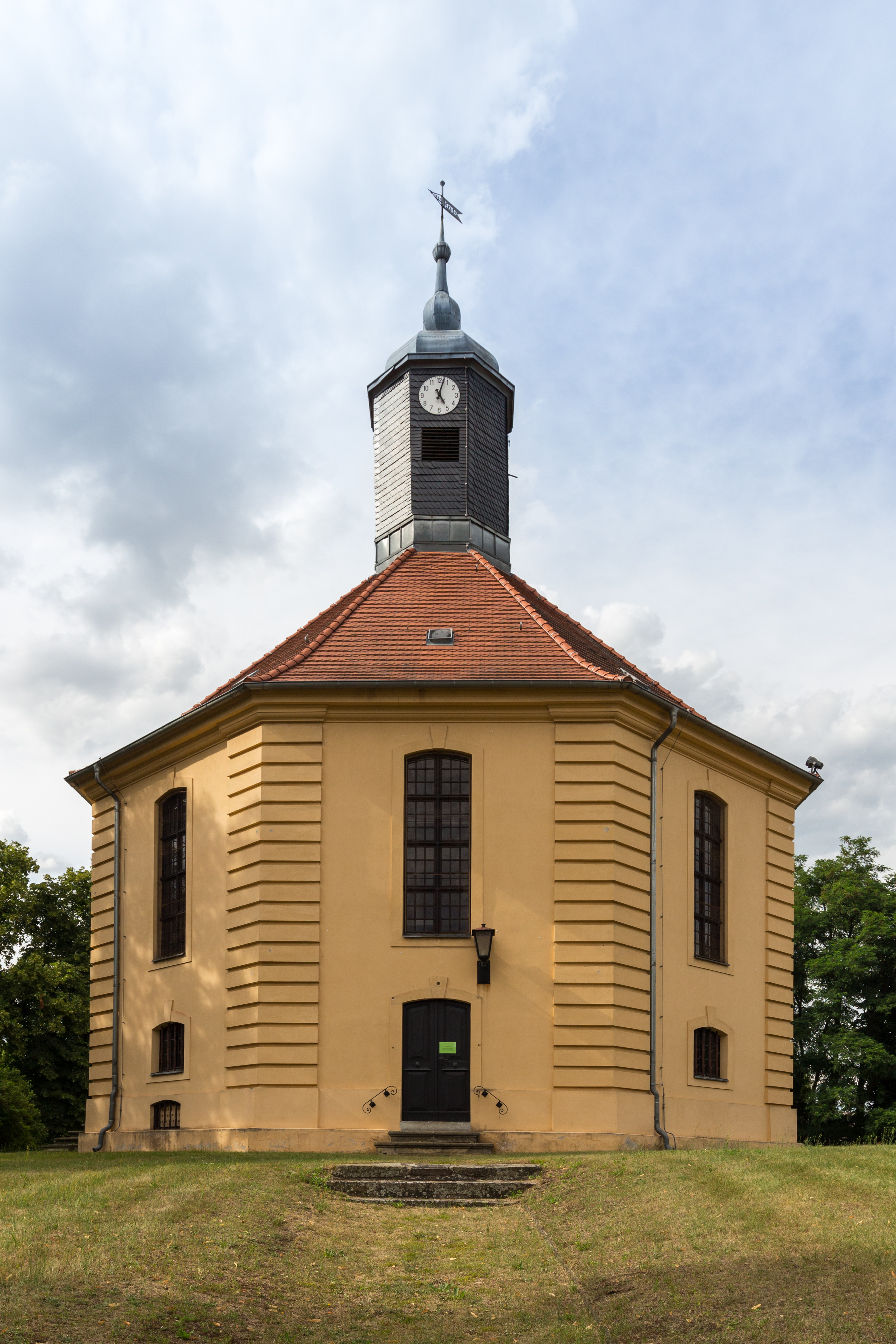
Dorfkirche Golzow

Die evangelische Dorfkirche Golzow ist ein barocker Zentralbau in Golzow, einer Gemeinde im Landkreis Potsdam-Mittelmark im Land Brandenburg. Die Kirchengemeinde gehört zum Kirchenkreis Mittelmark-Brandenburg der Evangelischen Kirche Berlin-Brandenburg-schlesische Oberlausitz.

## Lage
Die Bundesstraße 102 führt von Südwesten kommend in östlicher Richtung durch den Ort. Dort umschließt sie als Hauptstraße einen künstlich aufgeschütteten Hügel, auf dem die Kirche steht. Das Gelände ist nicht eingefriedet.

## Geschichte
Das Bauwerk wurde auf Initiative von Friedrich Wilhelm von Rochow (1689–1759), einem preußischer Generalleutnant erbaut. Er galt als ein enger Vertrauter des Königs Friedrich Wilhelms I. sowie auch des Kronprinzen und späteren Königs Friedrich II. Er beauftragte den Berliner Baumeister Christian August Naumann, der in den Jahren 1750 bis 1752 einen achteckigen Zentralbau errichtete. Das Dehio-Handbuch würdigt den Entwurf als „eines der wenigen erhaltenen Beispiele dieses Berliner Bautypus“.

## Baubeschreibung

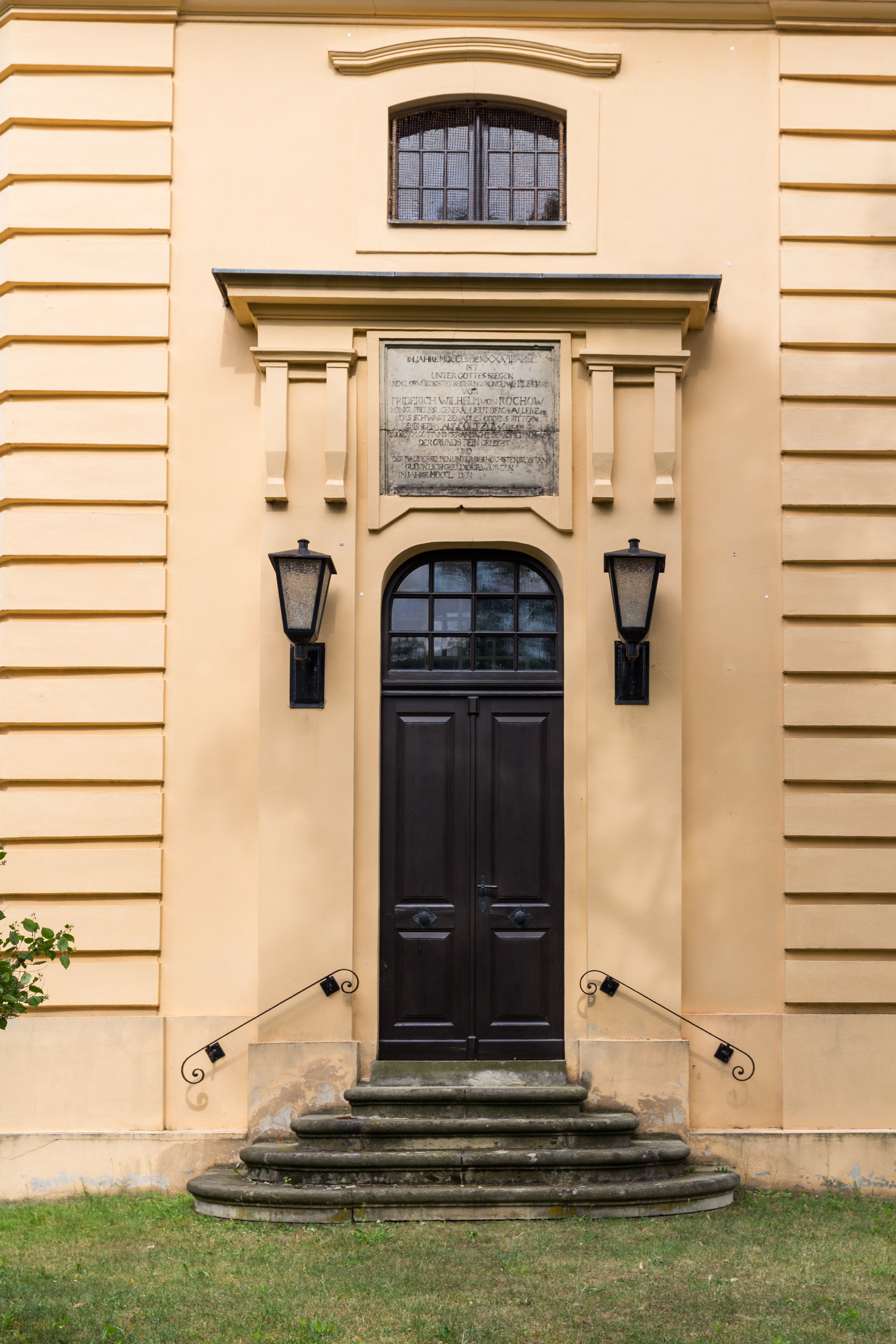
Westportal mit Weihinschrift

Das Bauwerk hat einen achteckigen Grundriss und wurde im Wesentlichen aus Mauersteinen errichtet, die anschließend hell verputzt wurden. Die Ecken wurden dabei durch breit gefugte Pilaster nochmals hervorgehoben. Das große rechteckige Portal an der Westseite wird durch ein darüber angeordnetes Oberlicht nochmals gestreckt. In dem oberhalb befindlichen Aufsatz wurde mittig eine Weihinschrift angebracht. Das abschließende kleine, gedrückt-segmentbogenförmige Fenster ist mit einer Fasche betont. Die übrigen Felder des Bauwerks sind zweigeteilt und nehmen damit die Inneneinrichtung auf. Sie wird von zwei Emporen dominiert, so dass an der Außenseite im unteren Bereich jeweils ein kleines, ebenfalls gedrückt-segmentbogenförmiges Fenster platziert wurde. Darüber ist ein großes Fenster; beide werden durch Faschen mit einem verputzten Schlussstein akzentuiert. An der Südseite ist an Stelle des kleineren Fensters eine weitere Pforte. Am Übergang zum Dach ist eine umlaufende Voute, darüber erhebt sich das Zeltdach mit einer Laterne. In Richtung der vier Himmelsrichtungen ist je eine querrechteckige Klangarkade, darüber eine Turmuhr. Oberhalb ist eine geschweifte Turmhaube mit Turmkugel und Kreuz.

## Ausstattung
Der im Dehio-Handbuch als „eindrucksvoll“ beschriebene Innenraum ist einheitlich gestaltet. Die umlaufende Empore steht auf toskanischen Säulen und wird lediglich im Westen durch die zweigeschossige, mit dem Allianzwappen derer von Rochows und von Kattes verzierten Patronatsloge und im Osten durch die Kanzelwand unterbrochen.
Vor dieser Wand steht der Altar, darüber die Kanzel und die Orgel. Ihr Prospekt wurde um 1870/1880 verändert. Zur weiteren Kirchenausstattung gehörten zwei ganzfigürliche Gemälde eines Herren und einer Dame von Rochow aus der zweiten Hälfte des 17. Jahrhunderts, die 1976 gestohlen wurden. Ein großes Wappenschild aus dem dritten Drittel des 17. Jahrhunderts erinnert an Georg Wilhelm von Rochow; dazu ein Messingkronleuchter aus dem 18. Jahrhundert.
Unterhalb befindet sich im Souterrain die Gruft derer von Rochow. Dort befinden sich insgesamt 28 Särge aus dem 18. bis 20. Jahrhundert. Da die Gruft in der Vergangenheit mehrfach verwüstet wurde, soll im Jahr 2019 mit Mitteln aus dem Denkmalschutz-Sonderprogramm des Bundes zur Erhaltung von Kulturdenkmälern eine Instandsetzung erfolgen. Diese konnte im Oktober 2022 erfolgreich abgeschlossen werden. Neben der Ruhestätte Friedrich Wilhelm von Rochows konnten 27 weitere Särge rekonstruiert, die mumifizierten Körper zurechtgelegt und in der Gruft platziert werden.